# The Black Wall Street Records
The Black Wall Street Records is een platenlabel opgericht door Amerikaans rapper The Game en zijn halfbroer Big Fase 100 in 2002. De naam van het label is afgeleid van de afgezonderde zwarte zakenwijk The Black Wall Street gesitueerd in Tulsa, Oklahoma begin de 20e eeuw. 
In de winter editie 2006 van XXL Magazine, een Amerikaans hiphop magazine, werd door Clyde Carson bevestigd dat het Black Wall Street label een distributie overeenkomst heeft gesloten met Capitol Records.

## Artiesten
Hoewel vele artiesten zoals onder andere Cyssero, Clyde Carson en Ya Boy reeds mixtapes uitbrachten onder het label is officieel weinig bekend omtrent de artiesten die echt gebonden zijn aan het label. Black Wall Street  is een relatief jong label en Game experimenteert met artiesten. De enige artiesten waarvan Game hun relatie met het label bevestigde zijn momenteel rapper Juice en producer Nu Jerzey Devil. Rapper Juice is de nieuwste aanwinst voor het Black Wall Street label. De rapper uit Phoenix, Arizona vergezelde Game op zijn Europese tour en zou naar verluidt in 2008 een debuutalbum uitbrengen onder het label.

## Mixtape uitgaven
- You Know What It Is Vol. 1 (2003)
- You Know What It Is Vol. 2 (2004)
- You Know What It Is Vol. 3 (2005)
- Ghost Unit (2005)
- Stop Snitchin, Stop Lyin (2006)
- The Black Wall Street Journal Vol. 1 (2006)
- The Black Wall Street Journal Vol. 2 (2007)
- You Know What It Is Vol. 4 (2007)